# Сунженско-Владикавказский 1-й казачий полк
Сунженско-Владикавказский 1-й казачий полк — полк Терского казачьего войска, существовавший в 1832—1918 годах (как единая воинская часть с 1882 года).

## История
7 августа 1832 года сформированы Малороссийские 1-й и 2-й казачьи полки, из которых и составлялся полк. Малороссийский 2-й казачий полк 10 июля 1839 года был переименован во Владикавказский казачий полк; 7 октября 1842 года к нему присоединился Малороссийский 1-й казачий полк. 4 марта 1861 года полк переименован во Владикавказский полк Терского казачьего войска, с 1 июня 1861 по 1 августа 1870 года — в составе 4-й Владикавказской бригады (позже преобразована обратно во Владикавказский полк Терского казачьего войска).
Параллельно в 1845 году был создан Сунженский казачий полк Кавказского линейного казачьего войска (с 10 декабря 1851 года — Сунженский 1-й казачий полк после образования Сунженского 2-го казачьего полка). С 4 марта 1861 года оба полка входят в Терское казачье войско, с 1 июня 1861 по 1 августа 1870 года — в составе 5-й Сунженской бригады (позже бригада преобразована в Сунженский полк Терского казачьего войска).
Как единое подразделение, Сунженско-Владикавказский казачий полк появился 24 июня 1882 года и был разделён на три очереди, с присвоением 1-й очереди названия Сунженско-Владикавказского 1-го казачьего полка Терского казачьего войска.

## Список станиц полкового округа
- Александровская,
- Ардонская,
- Архонская,
- Ассиновская,
- Вознесенская,
- Воронцово-Дашковская,
- Змейская,
- Карабулакская,
- Котляревская,
- Михайловская,
- Нестеровская,
- Николаевская,
- Пришибская,
- Самашкинская,
- Слепцовская,
- Сунженская,
- Тарская,
- Тёрская,
- Троицкая,
- Фельдмаршальская.

## Полковая униформа

### Форма
При кавказской казачьей форме полк носил:
- черкеска, папаха, тулья — чёрная;
- бешмет, погон, колпак, выпушка, клапан, околыш — светло-синий.

## Знаки отличия полка
- Полковое Георгиевское знамя с надписью «За военные подвиги против непокорных Горцев», пожалованное 14 декабря 1884 года (первоначально знамя было пожаловано, 3 марта 1860 года, 1-му Сунженскому полку Кавказского линейного казачьего войска)[2].
- Две серебряные Георгиевские трубы с надписью «За отличие в Хивинском походе 1873 года» в 1-й сотне, пожалованные 17 октября 1785 года[2].
- Четыре серебряных Георгиевских трубы с надписью «За взятие Карса 6-го ноября 1877 года», во 2-й и 3-й сотнях, пожалованные 3 октября 1878 года[2].
- Знаки отличия на головные уборы[2]:
  - «За отличие в 1855 году и в Турецкую войну 1877 и 1878 годов» в 1-й полусотне 1-й сотни, пожалованные 17 апреля 1878 года;
  - «За дело 30-го августа 1855 года и за умиротворение горских племён Терской области в 1877 году» во 2-й полусотне 1-й сотни, пожалованные 6 января 1879 года;
  - «За отличие в Турецкую войну 1877 и 1878 годов» во 2-й и 4-й полусотне, пожалованные 17 октября 1878 года;
  - «За отличие в Турецкая войну 1877 и 1878 годов и за дело 7-го мая 1905 года» в 3-й сотне, пожалованные 7 мая 1905 года.
- Петлицы «За военное отличие» на воротнике и обшлагах офицерских мундиров, георгиевская тесьма на воротнике и рукавах мундиров нижних чинов, пожалованные 30 июля 1911 года[2].

## Командование

### Командиры полка
- 25 июля 1907 — 22 июля 1910: полковник Фисенко, Николай Иванович
- 11 февраля 1914—1916: полковник Земцов, Сергей Иванович

### Шефы
- 1 ноября 1882 — 19 декабря 1888: генерал от кавалерии граф Михаил Тариэлович Лорис-Меликов[2]